# Cinetorhynchus hendersoni
Cinetorhynchus hendersoni är en kräftdjursart som först beskrevs av Kemp 1925.  Cinetorhynchus hendersoni ingår i släktet Cinetorhynchus och familjen Rhynchocinetidae. Inga underarter finns listade i Catalogue of Life.